# モンテカルロ殺人事件
『モンテカルロ殺人事件』（原題: Once upon a crime）は、1992年に公開されたアメリカ映画。監督は俳優のユージン・レヴィ。

## 概要
アメリカ映画の8大スターの共演で描かれた本作は、1960年制作の『Crimen』を元にリメイクしたミステリーコメディ。
日本で発売されたVHSには「絶対に結末で笑わないでください?!」の副題が付けられた。

## キャスト
| 役名         | 俳優                       | 日本語吹替 |
| ------------ | -------------------------- | ---------- |
| オギー       | ジョン・キャンディ         | 屋良有作   |
| ニール       | ジェームズ・ベルーシ       | 大塚芳忠   |
| マリリン     | シビル・シェパード         | 高島雅羅   |
| ジュリアン   | リチャード・ルイス         | 牛山茂     |
| フィービー   | ショーン・ヤング           | 相沢恵子   |
| アルフォンソ | ジョージ・ハミルトン       | 小川真司   |
| エレナ       | オルネラ・ムーティ         | 藤木聖子   |
| ボナール警部 | ジャンカルロ・ジャンニーニ | 仁内建之   |

- 東和ビデオ日本語吹替版 その他の声優：小島敏彦、藤本譲、広瀬正志、滝沢ロコ、磯辺万沙子、田原アルノ、福田信昭、伊井篤史、伊藤和晃、成田剣、大黒和広、松下亜紀
  - 翻訳：武満真樹
  - 演出：松川陸
  - 制作：吉富孝明（ニュージャパンフィルム）
  - 調整：兼子芳博（ビーライン）